# Àliga de Sitges
L'Àliga de Sitges és un element del bestiari popular de Sitges (Garraf). S'utilitza en les desfilades de la Festa Major de Sitges des del 1984, quan va sortir per primera vegada. En el context de les àligues que surten a les Festes Majors catalanes, la de Sitges és una excepció perquè es tracta d'una bèstia de foc, com els dracs o les víbries.
L'àliga actual va construir-se en fibra de vidre, amb l'aparença externa d'una anterior realitzada del 1945. Aquesta, elaborada a can Fígols en fusta i cartó i pintada per Victorino Berbegal, només va sortir el 1945 i el 1946 degut a les destrosses patides en incorporar-li pirotècnia.
Els balls de l'Àliga són acompanyats musicalment pels timbalers de la mateixa colla. La bèstia té una tonada de ball composta expressament el 1984, però els timbalers poden acompanyar els seus balls amb altres tonades.
El 2009 commemorà el seu vint-i-cinquè aniversari amb la realització d'una catifa de flors i l'altar del Cap de la Vila, en el marc de la festa de Corpus de Sitges.

## Característiques[6]
- Mides: 3,5 metres d'allargada per 2,6 metres d'alçada
- Pes: 100 kg
- Material: Fibra de vidre[4]
- Integrants de la colla: 40 en total, 15 dels quals són bastaixos.